# نانستاد
نانستاد (به لاتین: Nannestad) یک شهرداری در نروژ است که در آکرشوس واقع شده‌است. نانستاد ۳۴۱ کیلومتر مربع مساحت و ۱۱٬۳۶۲ نفر جمعیت دارد.

## نگارخانه

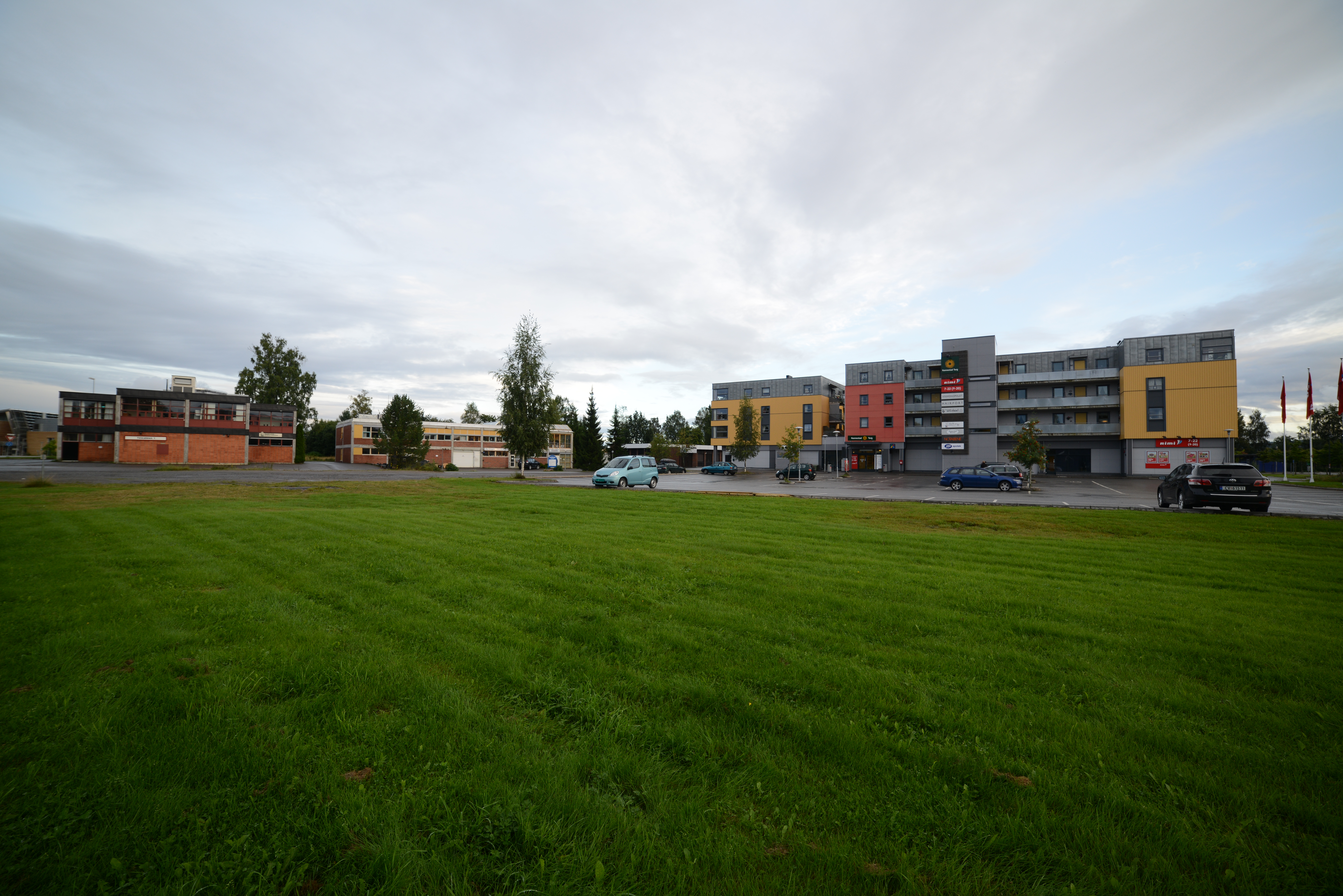
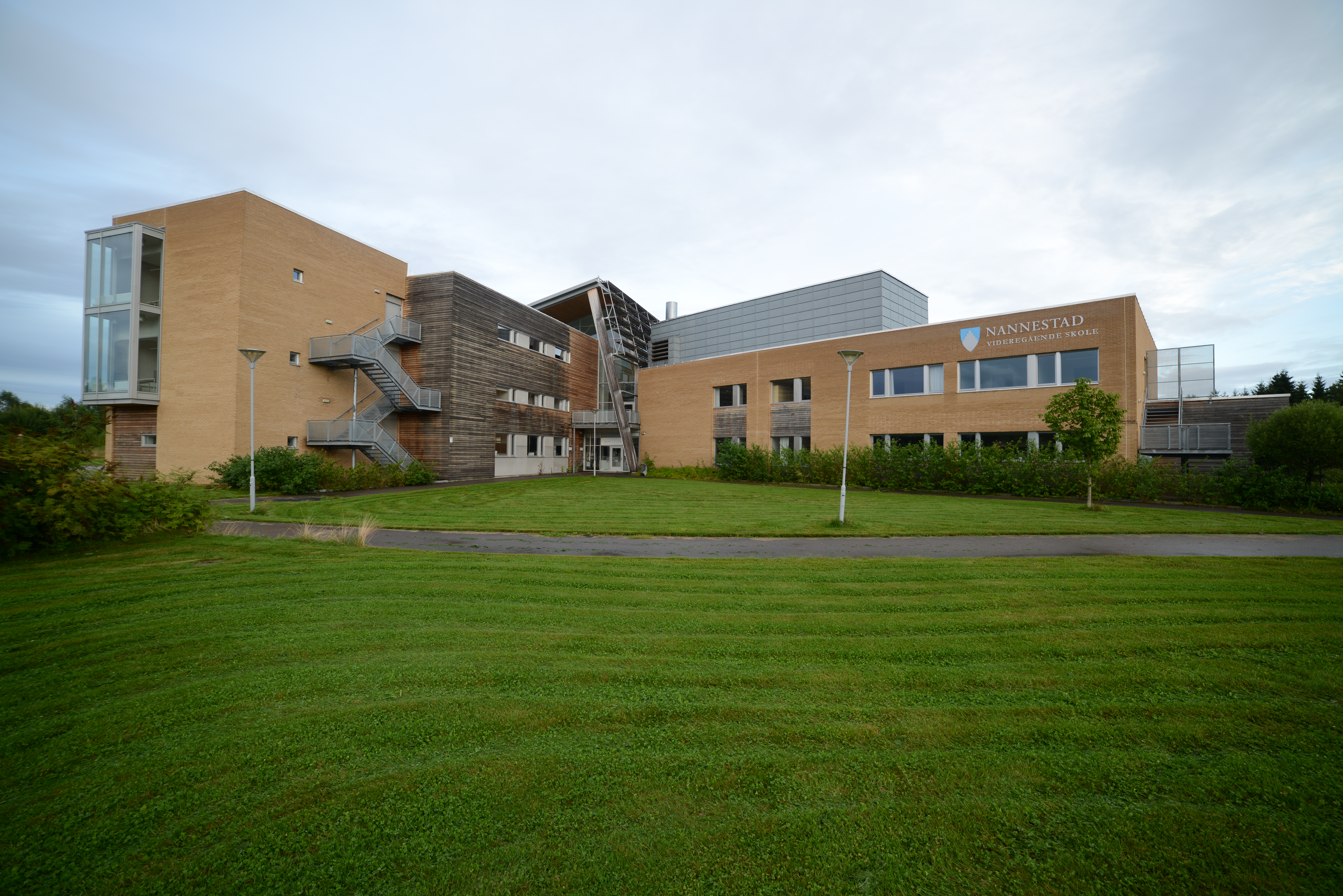
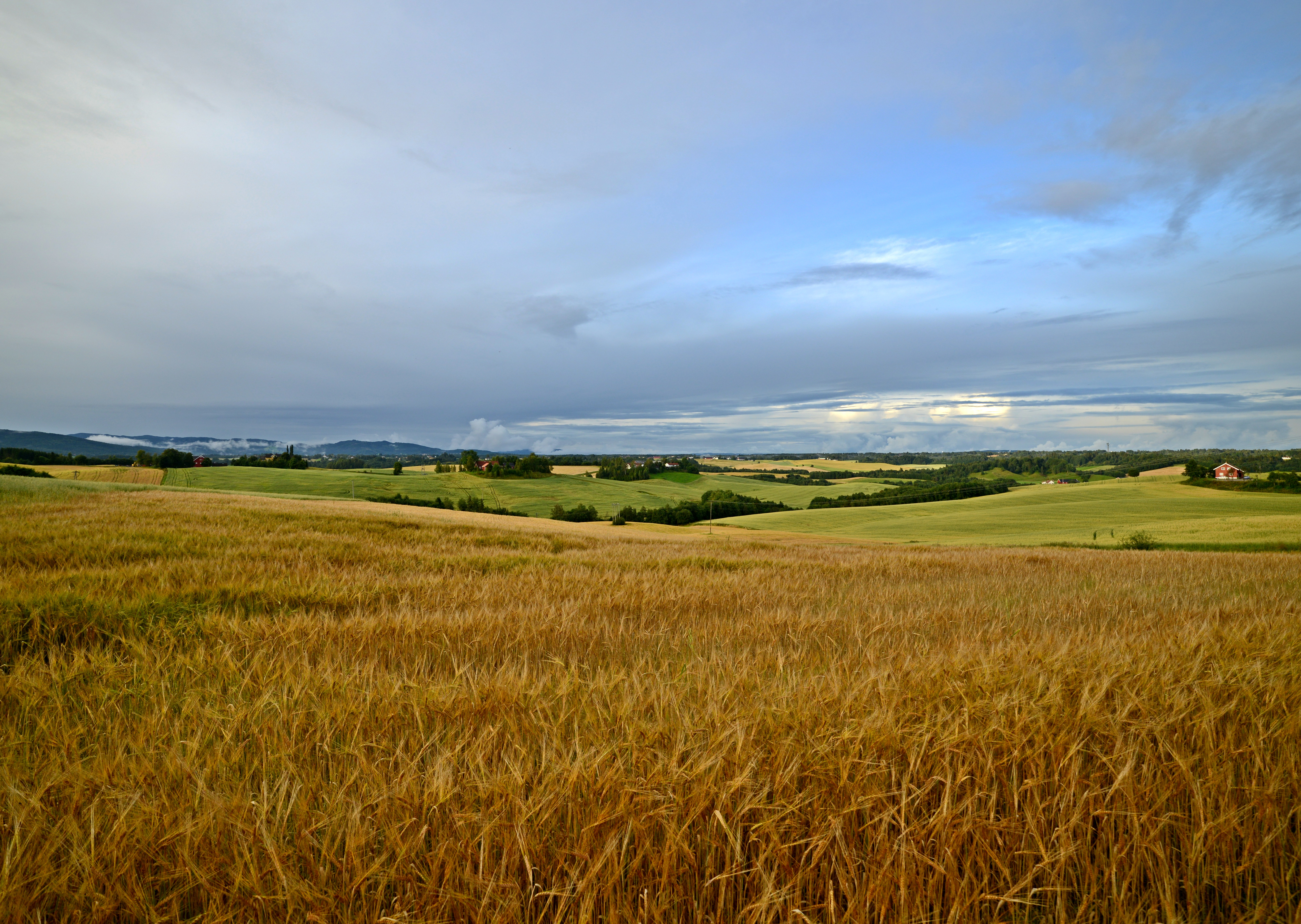